# The Journey (Jamie Lynn Spears)
The Journey è il primo EP della cantautrice country statunitense Jamie Lynn Spears, pubblicato nel maggio 2014.

## Tracce
1. Shotgun Wedding – 3:32
2. Run – 4:06
3. How Could I Want More – 3:33
4. Mandolin Summer Sun – 2:54
5. Big Bad World – 3:22